# Manuel Jiménez de Parga
Pour les articles homonymes, voir Manuel Jiménez, Jiménez, Parga (homonymie) et Cabrera.
Manuel Jiménez de Parga y Cabrera, né le 4 avril 1929 à Grenade et mort le 7 mai 2014 à Madrid, est un juriste et homme politique espagnol.

## Biographie

### Premier parcours professionnel
Il obtient une licence en droit à l'université de Grenade (UGR) en 1951. Il passe avec succès son doctorat trois ans plus tard à l'université complutense de Madrid.
Il devient en 1957 professeur des universités de droit politique à l'université de Barcelone, dont il sera le recteur entre novembre 1976 et mars 1977.

### Passage en politique
Au cours des élections législatives constituantes du 15 juin 1977, il se présente dans la circonscription de Barcelone sur la liste de l'Union du centre démocratique (UCD). Élu au Congrès des députés, Manuel Jiménez de Parga est nommé le 5 juillet 1977 ministre du Travail dans le deuxième gouvernement du centriste Adolfo Suárez.
Il est remplacé lors du remaniement ministériel du 25 février 1978 et se trouve nommé en mai suivant ambassadeur auprès de l'Organisation internationale du travail (OIT).

### Après le gouvernement
Il est relevé de ces fonctions en janvier 1981 afin de reprendre sa carrière dans l'enseignement supérieur. Il prend ainsi un poste de professeur des universités de droit constitutionnel à l'université complutense. Nommé au Conseil d'État par le président du gouvernement socialiste Felipe González en avril 1986, il est reconduit à deux reprises, avant d'être désigné le 7 avril 1995 magistrat au Tribunal constitutionnel.
Il est porté à la présidence du Tribunal constitutionnel le 14 novembre 2001 et intègre l'année qui suit l'Académie royale des sciences morales et politiques (RACMP). Il quitte la haute juridiction le 9 juin 2004, à l'issue de ses neuf ans de mandat.

## Distinctions
- Grand-croix de l'ordre d'Isabelle la Catholique

## Reconnaissances
- 2002 : Hijo Predilecto de Andalucía